# The Color Of Dark (álbum)
The Color Of Dark es el decimotercer álbum de estudio de Eivør, hecho en conjunto con el músico danés Lennart Ginman. 

## Lista de canciones
| N.º | Título                           | Duración |  |
| 1.  | «My Little Blue Star»            | 6:27     |  |
| 2.  | «The Sinner Or The Saint»        | 5:44     |  |
| 3.  | «For Every Dream There Is A War» | 5:23     |  |
| 4.  | «Gloomy Sunday»                  | 5:20     |  |
| 5.  | «I’ll Get You The Moon»          | 5:20     |  |
| 6.  | «Son Of The Sin»                 | 6:39     |  |
| 7.  | «The Ship»                       | 6:34     |  |
| 8.  | «Daughters»                      | 6:02     |  |
| 9.  | «Inside»                         | 5:16     |  |

## Producción
- Grabado por Kævs Studio y Studio Bloch, Copenhague, Tórshavn
- Masterizado por Studio C4, Copenhague